# Église Sainte-Croix de Wurtzbourg
L’église Sainte-Croix est une église catholique romaine de Wurtzbourg, dans le quartier de Zellerau, en Allemagne. Elle accueille la Würzburger Kantorei.

## Histoire
L'église paroissiale Sainte-Croix est construite par l'architecte Michael Niedermeier. La première pierre est posée le 5 août 1934, l'évêque Matthias Ehrenfried consacre l'église le 15 septembre 1935. Le toit de l'église est détruit lors du bombardement de Wurtzbourg le 16 mars 1945.
L'extérieur de l'église est rénové en 1957-1958, la refonte du chœur et la rénovation intérieure en 1967 sont sous la direction de Walter Schilling. La dernière restauration complète date de 1985.

## Architecture
L'église est une basilique à trois nefs avec un toit à pignon et un clocher rectangulaire intégrée avec un toit en croupe et une haute lanterne. Le bâtiment plâtré avec un portail de lion montre des structures en calcaire et a le tableau La Levée de la Croix par l'empereur Constantin par Willy Jakob de 1935 en technique de sgraffite sur la façade principale.
Une sculpture en bronze du Christ revenant avec un tabernacle d'Otto Sonnleitner est accrochée au mur du chœur depuis 1967 et un moulage en bronze d'une Vierge à l'enfant créé par Otto Sonnleitner en 1961 pour l'église Sainte-Edwige de Bayreuth se trouve sur le côté avant gauche de la nef centrale. Un relief en marbre rouge de Fried Heuler de 1935 sur la chaire représente le Christ au milieu des apôtres. Sur le mur du fond de la nef droite se trouve une Vierge en bois de Fried Heuler. Sur le mur du fond de l'allée gauche se trouve une figurine en bois du Sacré-Cœur.
Les 14 stations du chemin de croix en bronze sont de Sebastian Putz de Bad Brückenau. Au-dessus de la tribune d'orgue, deux vitraux représentant le jugement du Christ d'après les dessins de Carl Clobes (de) sont installées. Il y a quatre autres vitraux de l'artiste dans la chapelle en semaine.

## Source
- (de) Cet article est partiellement ou en totalité issu de l’article de Wikipédia en allemand intitulé « Heilig-Kreuz-Kirche (Würzburg)) » (voir la liste des auteurs).